# Adalbert II av Ballenstedt
Adalbert II, född omkring 1030, död 1077/1083 (mördades av Egino d y von Konradsburg), troligen begravd i Kloster Ballenstedt, greve av Askanien-Ballenstedt, fogde av Kloster Nienburg och Hagenrode, tysk rebell. Son till greve Esiko av Ballenstedt (död 1059/1060) och Mathilda.

## Biografi
Adalbert II ärvde sin far, utövade grevliga rättigheter i Nordthüring- och Schwabengau, och kunde därtill lägga det arvegods makan Adelheid medförde i giftet. Han understödde Kloster Nienburg och Ballenstedts prost. I sachsarnas kamper mot saliske kung Heinrich IV spelade Adalbert en inte helt obetydande roll. Adalbert var i besittning av borgen Ballenstedt, men det är osäkert om han hade sitt säte där.
Då markgreve Dedi II av Lausitz 1069 höjde vapnen mot den unge kungen rättade Adalbert in sig i markgrevens led och försvarade Naumburg. Kungens stora rikshär var dock framgångsrik - borgarna Beichlingen och Scheidungen erövrades, och såväl Adalbert som Dedi såg ingen annan utväg än att kapitulera och be kungen om nåd. 1070 tillbringade de båda en kortare tid i fångenskap hos kungen. Fångenskapen var mild och Adalbert och Dedi fick till och med behålla sina riksämbeten; endast en del av deras gods och inkomster fråntogs dem.
Även i det 1073 utbrutna bellum civile hörde Adalbert till kungens motståndare och satt därför 1075-1077 återigen fängslad. Efter detta stödde Adalbert tyske motkungen Rudolf von Rheinfelden. I en fejd greps Adalbert av saliske partigängaren Egino d y von Konradsburg och mördades av denne vid en ej närmre preciserad tidpunkt (omkring 1080).

## Äktenskap och barn
Adalbert gifte sig 1067/1068 med Adelheid av Weimar-Orlamünde (död 1100). Paret fick följande barn:
1. Otto den rike av Ballenstedt (1070/1073-1123), greve av Ballenstedt och Anhalt, hertig av Sachsen
2. Siegfried I av Orlamünde (ca 1075-dödad 1113), greve av Ballenstedt och Orlamünde, pfalzgreve vid Rhein